# Liste der römisch-katholischen Bischöfe Portugals
In der Liste der römisch-katholischen Bischöfe Portugals sind alle lebenden Bischöfe Portugals verzeichnet. Sie enthält sowohl Diözesanbischöfe und Weihbischöfe als auch Kurienbischöfe und Apostolische Nuntien. Ebenfalls aufgeführt sind emeritierte Bischöfe und portugiesische Bischöfe, die in Diözesen außerhalb Portugals tätig sind.

## Bischöfe in den portugiesischen Bistümern
| Kirchenprovinz    | Bistum                           | Amt und Titel                                                                         | Name                                             | Amtsübernahme | Bischofsweihe | Foto                                                                                    | Bischofswappen                                                                | Bemerkungen |
| ----------------- | -------------------------------- | ------------------------------------------------------------------------------------- | ------------------------------------------------ | ------------- | ------------- | --------------------------------------------------------------------------------------- | ----------------------------------------------------------------------------- | --- |
| Lissabon          | Patriarchat von Lissabon         | Patriarch von Lissabon                                                                | Rui Manuel Sousa Valério                         | 10.08.2023    | 25.11.2018    |                                                                                         |                                                                               | 27.10.2018–10.08.2023: Militärbischof von Portugal |
| Lissabon          | Patriarchat von Lissabon         | emeritierter Patriarch von Lissabon Kardinalpriester von Sant’Antonio in Campo Marzio | Manuel Clemente                                  | 18.05.2013    | 22.01.2000    |                                                                                         |                                                                               | 06.11.1999–22.02.2007: Titularbischof von Pinhel, Weihbischof in Lissabon 22.02.2007–18.05.2013: Bischof von Porto 2011–19.06.2013: Vizepräsident der Portugiesischen Bischofskonferenz 19.06.2013–16.06.2020: Präsident der Portugiesischen Bischofskonferenz 14.02.2015: Kardinal 10.08.2023 Emeritierung |
| Lissabon          | Patriarchat von Lissabon         | Weihbischof in Lissabon Titularbischof von Sebarga                                    | Nuno Isidro Nunes Cordeiro                       | 14.06.2024    |               |                                                                                         |                                                                               | |
| Lissabon          | Patriarchat von Lissabon         | Weihbischof in Lissabon Titularbischof von Tepelta                                    | Alexandre Coutinho Lopes de Brito Palma          | 14.06.2024    |               |                                                                                         |                                                                               | |
| Lissabon          | Patriarchat von Lissabon         | Weihbischof in Lissabon Titularbischof von Aradi                                      | Rui Augusto Jardim Gouveia                       | 10.12.2024    |               |                                                                                         |                                                                               | |
| Lissabon          | Patriarchat von Lissabon         | Weihbischof emeritus in Lissabon Titularbischof von Caliabria                         | Joaquim Augusto da Silva Mendes                  | 31.01.2008    | 30.03.2008    | Joaquim Augusto da Silva Mendes                                                         |                                                                               | 10.12.2024: Emeritierung |
| Lissabon          | Bistum Angra                     | Bischof von Angra                                                                     | Armando Esteves Domingues                        | 04.11.2022    | 16.12.2018    |                                                                                         |                                                                               | 27.10.2018–04.11.2022: Titularbischof von Centenaria, Weihbischof in Porto |
| Lissabon          | Bistum Funchal                   | Bischof von Funchal                                                                   | Nuno Brás da Silva Martins                       | 12.01.2019    | 20.11.2011    |                                                                                         |                                                                               | 10.10.2011–12.01.2019: Titularbischof von Elvas, Weihbischof in Lissabon |
| Lissabon          | Bistum Funchal                   | Bischof emeritus von Funchal                                                          | António José Cavaco Carrilho                     | 18.05.2010    | 29.05.1999    |                                                                                         |                                                                               | 22.02.1999–08.03.2007: Titularbischof von Tamalluma, Weihbischof in Porto 12.01.2019: Emeritierung |
| Lissabon          | Bistum Funchal                   | Bischof emeritus von Funchal                                                          | Teodoro de Faria                                 | 10.03.1982    | 16.05.1982    |                                                                                         |                                                                               | 08.03.2007: Emeritierung |
| Lissabon          | Bistum Guarda                    | Bischof von Guarda                                                                    | José Miguel Barata Pereira                       | 20.12.2024    |               |                                                                                         |                                                                               | |
| Lissabon          | Bistum Guarda                    | Bischof emeritus von Guarda                                                           | Manuel da Rocha Felício                          | 01.12.2005    | 15.12.2002    |                                                                                         |                                                                               | 21.10.2002–21.12.2004: Titularbischof von Aquae Flaviae, Weihbischof in Lissabon 21.12.2004–01.12.2005: Koaudjutor von Guarda |
| Lissabon          | Bistum Leiria-Fátima             | Bischof von Leiria-Fátima                                                             | José Ornelas Carvalho                            | 28.01.2022    | 25.10.2015    | D. José Ornelas Carvalho com as Insígnias                                               | Coat of arms of José Ornelas Carvalho with external ornaments                 | 24.08.2015–28.02.2022: Bischof von Setúbal Seit 16.06.2020: Präsident der Portugiesischen Bischofskonferenz |
| Lissabon          | Bistum Leiria-Fátima             | Bischof emeritus von Leiria-Fátima Kardinalpriester von Santa Maria sopra Minerva     | António Marto                                    | 22.04.2006    | 11.02.2001    | Cardeal António Marto                                                                   |                                                                               | 10.11.2000–22.04.2004: Titularbischof von Bladia, Weihbischof in Braga 22.04.2002–22.04.2006: Bischof von Viseu 2008–2011, 19.06.2013–16.06.2020: Vizepräsident der Portugiesischen Bischofskonferenz 28.06.2018: Kardinal                                                                                  |
| Lissabon          | Bistum Leiria-Fátima             | Bischof emeritus von Leiria-Fátima                                                    | Serafim de Sousa Ferreira e Silva                | 02.02.1993    | 16.06.1979    |                                                                                         |                                                                               | 30.04.1979–97.05.1979: Titularbischof von Lemellefa, Weihbischof in Braga 1981–07.05.1987: Weihbischof in Lissabon 07.05.1987–02.02.1993: Koaudjutor von Leiria–Fátima 22.04.2006: Emeritierung |
| Lissabon          | Bistum Portalegre-Castelo Branco | Bischof von Portalegre-Castelo Branco                                                 | Antonino Eugénio Fernandes Dias                  | 08.09.2008    | 21.01.2001    |                                                                                         |                                                                               | 10.11.2000–08.09.2008: Titularbischof von Tamata, Weihbischof in Braga 22.04.2004: Emeritierung |
| Lissabon          | Bistum Portalegre-Castelo Branco | Bischof emeritus von Portalegre-Castelo Branco                                        | Augusto César Alves Ferreira da Silva            | 25.09.1978    | 21.05.1972    |                                                                                         |                                                                               | 19.02.1972–31.05.1976: Bischof von Tete |
| Lissabon          | Bistum Santarém                  | Bischof von Santarém                                                                  | José Augusto Traquina Maria                      | 07.10.2017    | 01.06.2014    |                                                                                         |                                                                               | 17.04.2014–07.10.2017: Titularbischof von Lugura, Weihbischof in Lissabon |
| Lissabon          | Bistum Santarém                  | Bischof emeritus von Santarém                                                         | Manuel Pelino Domingues                          | 27.01.1998    | 13.03.1988    |                                                                                         |                                                                               | 19.12.1987–27.01.1998: Titularbischof von Lemellefa, Weihbischof in Porto 07.10.2017: Emeritierung |
| Lissabon          | Bistum Setúbal                   | Bischof von Setúbal                                                                   | Américo Manuel Kardinal Alves Aguiar             | 21.09.2023    | 31.03.2019    |                                                                                         |                                                                               | 2019–2023: Titularbischof von Dagnum und Weihbischof in Lissabon 30.09.2023: Kardinal |
| Lissabon          | Bistum Setúbal                   | Bischof emeritus von Setúbal                                                          | Gilberto dos Reis                                | 23.04.1998    | 12.02.1989    | D. Gilberto Canavarro dos Reis 2012-05-20                                               |                                                                               | 29.10.1988–23.04.1998: Titularbischof von Elephantaris in Mauretania, Weihbischof in Porto 24.08.2015: Emeritierung |
| Braga             | Erzbistum Braga                  | Erzbischof von Braga                                                                  | José Manuel Garcia Cordeiro                      | 03.12.2021    | 02.10.2011    | D. José Cordeiro, Bispo de Bragança-Miranda (2015)                                      | Wappen von José Manuel Garcia Cordeiro                                        | 18.07.2011–03.12.2021: Bischof von Bragança-Miranda |
| Braga             | Erzbistum Braga                  | Weihbischof in Braga Titularbischof von Dumium                                        | Delfim Jorge Esteves Gomes                       | 07.10.2022    | 04.12.2022    |                                                                                         |                                                                               | |
| Braga             | Erzbistum Braga                  | Erzbischof emeritus von Braga                                                         | Jorge Ortiga                                     | 05.06.1999    | 03.01.1988    | Erzbischof Jorge Ferreira da Costa Ortiga                                               | Erzbischofswappen von Jorge Ortiga                                            | 09.11.1987–05.06.1999: Titularbischof von Nova barbara, Weihbischof in Braga 04.04.2005–03.05.2011: Präsident der Portugiesischen Bischofskonferenz 03.12.2021: Emeritierung |
| Braga             | Bistum Aveiro                    | Bischof von Aveiro                                                                    | António Manuel Moiteiro Ramos                    | 04.07.2014    | 12.08.2012    |                                                                                         |                                                                               | 08.06.2012–04.07.2014: Titularbischof von Cabarsussi, Weihbischof in Braga |
| Braga             | Bistum Bragança–Miranda          | Bischof von Bragança–Miranda                                                          | Nuno Manuel dos Santos Almeida                   | 19.05.2023    | 31.01.2016    | Nuno Manuel dos Santos Almeida, 2016                                                    | Wappen von Nuno Manuel dos Santos Almeida                                     | 21.11.2015–19.05.2023: Titularbischof von Ruspae, Weihbischof in Braga |
| Braga             | Bistum Bragança–Miranda          | Bischof emeritus von Bragança–Miranda                                                 | António Montes Moreira                           | 13.06.2001    | 14.10.2001    |                                                                                         |                                                                               | 2005–2008: Vizepräsident der Portugiesischen Bischofskonferenz 18.07.2011: Emeritierung |
| Braga             | Bistum Coimbra                   | Bischof von Coimbra                                                                   | Virgilio do Nascimento Antunes                   | 28.04.2011    | 03.07.2011    |                                                                                         | Coat of arms of Virgílio do Nascimento Antunes                                | Seit 16.06.2020: Vizepräsident der Portugiesischen Bischofskonferenz |
| Braga             | Bistum Lamego                    | Bischof von Lamego                                                                    | António Couto                                    | 19.11.2011    | 23.09.2007    |                                                                                         | Wappen von António José da Rocha Couto                                        | 06.07.2007–19.11.2011: Titularbischof von Azura, Weihbischof in Braga |
| Braga             | Bistum Lamego                    | Bischof emeritus von Lamego                                                           | Jacinto Tomás de Carvalho Botelho                | 20.01.2000    | 20.01.1996    |                                                                                         |                                                                               | 31.10.1995–20.01.2000: Titularbischof von Tacia montana, Weihbischof in Braga 19.11.2011: Emeritierung |
| Braga             | Bistum Porto                     | Bischof von Porto                                                                     | Manuel da Silva Rodrigues Linda                  | 15.03.2018    | 20.09.2009    | Manuel da Silva Rodrigues Linda, 2014                                                   | Wappen von Manuel da Silva Rodrigues Linda                                    | 27.06.2009–10.10.2013: Titularbischof von Casae medianae, Weihbischof in Braga 10.10.2013–15.03.2018: Militärbischof von Portugal |
| Braga             | Bistum Porto                     | Weihbischof in Porto Titularbischof von Gisipa                                        | Vitorino José Pereira Soares                     | 17.07.2019    | 29.09.2019    |                                                                                         |                                                                               | |
| Braga             | Bistum Porto                     | Weihbischof in Porto Titularbischof von Vita                                          | Roberto Rosmaninho Mariz                         | 26.05.2023    | 23.07.2023    | Roberto Rosmaninho Mariz, 2023                                                          | Wappen von Roberto Rosmaninho Mariz                                           | |
| Braga             | Bistum Porto                     | Weihbischof in Porto Titularbischof von Partenia                                      | Joaquim Proença Dionísio                         | 26.05.2023    | 16.07.2023    |                                                                                         | Wappen von Joaquim Proença Dionísio                                           | |
| Braga             | Bistum Porto                     | Weihbischof emeritus in Porto Titularbischof von Tabbora                              | António Maria Bessa Taipa                        | 22.02.1999    | 18.04.1999    |                                                                                         |                                                                               | 27.10.2018: Emeritierung |
| Braga             | Bistum Porto                     | Weihbischof emeritus in Porto Titularbischof von Castellum Iabar                      | João Miranda Teixeira                            | 13.05.1983    | 31.07.1983    |                                                                                         |                                                                               | 2006–2007: Apostolischer Administrator sede plena von Porto 07.10.2011: Emeritierung |
| Braga             | Bistum Porto                     | Weihbischof emeritus in Porto Titularbischof von Aquae flaviae                        | Pio Gonçalo Alves de Sousa                       | 18.02.2011    | 10.04.2011    |                                                                                         |                                                                               | 01.07.2013–21.02.2014: Apostolischer Administrator von Porto 26.05.2023: Emeritierung |
| Braga             | Bistum Viana do Castelo          | Bischof von Viana do Castelo                                                          | João Evangelista Pimentel Lavrador               | 21.09.2021    | 07.05.2008    | JoãoLavrador                                                                            |                                                                               | 07.05.2008–29.09.2015: Titularbischof von Luperciana, Weihbischof in Porto 29.09.2015–15.03.2016: Koadjutor von Angra, 15.03.2016–21.09.2021 Bischof von Angra |
| Braga             | Bistum Vila Real                 | Bischof von Vila Real                                                                 | António Augusto de Oliveira Azevedo              | 11.05.2019    | 19.03.2016    | Foto-Oficial-1-1-819x1024                                                               | Coat of arms of António Augusto de Oliveira Azevedo                           | 09.01.2016–11.05.2019: Titularbischof von Cemerinianus, Weihbischof in Porto |
| Braga             | Bistum Vila Real                 | Weihbischof emeritus in Vila Real                                                     | Amândio José Tomás                               | 17.05.2011    | 06.01.2002    | Amandio tomas                                                                           |                                                                               | 05.10.2001–08.01.2008: Titularbischof von Feradi maius, Weihbischof in Évora 08.01.2008–17.05.2011: Koaudjutor von Vila Real 11.05.2019: Emeritierung |
| Braga             | Bistum Viseu                     | Bischof von Viseu                                                                     | António Luciano dos Santos Costa                 | 03.05.2018    | 17.06.2018    |                                                                                         | Coat of arms of António Luciano dos Santos Costa                              | |
| Évora             | Erzbistum Évora                  | Erzbischof von Évora                                                                  | Francisco José Villas-Boas Senra de Faria Coelho | 26.06.2018    | 29.06.2014    | D. Francisco Senra Coelho (Elvas, 2018 - Procissão em Honra do Senhor Jesus da Piedade) | Coat of arms of Francisco José Villas-Boas Senra de Faria Coelho (archbishop) | 17.04.2014–26.06.2018: Titularbischof von Plestia, Weihbischof in Braga |
| Évora             | Erzbistum Évora                  | Erzbischof emeritus von Évora                                                         | José Francisco Sanches Alves                     | 08.01.2008    | 31.05.1998    |                                                                                         | Coat of arms of José Francisco Sanches Alves                                  | 07.03.1998–22.04.2004: Titularbischof von Hierpiniana, Weihbischof in Lissabon 22.04.2004–08.01.2008: Bischof von Portalegre–Castelo Branco 26.06.2018: Emeritierung |
| Évora             | Bistum Beja                      | Bischof von Beja                                                                      | Fernando Maio de Paiva                           | 21.03.2024    | 07.07.2024    |                                                                                         |                                                                               | |
| Évora             | Bistum Beja                      | Bischof emeritus von Beja                                                             | José dos Santos Marcos                           | 03.11.2016    | 23.11.2014    |                                                                                         | Coat of arms of José João dos Santos Marcos                                   | 10.10.2014–03.11.2016: Koaudjutor von Beja 21.03.2024: Emeritierung |
| Évora             | Bistum Beja                      | Bischof emeritus von Beja                                                             | António Vitalino Fernandes Dantas                | 25.01.1999    | 29.09.1996    | 2016-10-17 Bispo de Beja Dom António Vitalino Fernandes Dantas                          |                                                                               | 03.07.1996–25.01.1999: Titularbischof von Tlos, Weihbischof in Lissabon 03.11.2016: Emeritierung |
| Évora             | Bistum Faro                      | Bischof von Faro                                                                      | Manuel Quintas                                   | 22.04.2004    | 03.09.2000    |                                                                                         |                                                                               | 30.06.2000–22.04.2004: Titularbischof von Elicroca, Weihbischof in Faro |
| Évora             | Bistum Faro                      | Bischof emeritus von Faro                                                             | Manuel Madureira Dias                            | 21.04.1988    | 19.06.1988    |                                                                                         |                                                                               | 22.04.2004: Emeritierung |
| Militärordinariat | Militärordinariat von Portugal   | Militärbischof von Portugal                                                           | Sérgio Manuel Ribeiro Dinis                      | 22.11.2024    |               |                                                                                         |                                                                               | |
| Militärordinariat | Militärordinariat von Portugal   | Militärbischof emeritus von Portugal                                                  | Januário Torgal Mendes Ferreira                  | 03.05.2001    | 15.07.1989    |                                                                                         |                                                                               | 22.04.1989–03.05.2001: Titularbischof von Gaudiaba, Weihbischof des portugiesischen Militärordinariats 10.10.2013: Emeritierung |

## Kurienbischöfe
| Name                                    | Amt und Titel                                                                                     | Amtsübernahme | Bischofsweihe | Foto                               | Bischofswappen                                     | Bemerkungen |
| --------------------------------------- | ------------------------------------------------------------------------------------------------- | ------------- | ------------- | ---------------------------------- | -------------------------------------------------- | --- |
| José Saraiva Martins                    | Kardinalbischof von Palestrina                                                                    | emeritiert    | 02.07.1988    | José Saraiva Martins in April 2017 | Coat of arms of Jose Saraiva Martins               | 26.05.1988–30.05.1998: Titularerzbischof von Thuburnica, Sekretär der Kongregation für das Katholische Bildungswesen 30.05.1998–09.07.2008: Präfekt der Kongregation für die Selig- und Heiligsprechungsprozesse 21.02.2001–24.02.2009: Kardinaldiakon von Nostra Signora del Sacro Cuore 24.02.2009: Kardinalbischof |
| Manuel Monteiro de Castro               | Kardinalpriester von San Domenico di Guzmán                                                       | emeritiert    | 23.03.1985    |                                    | Wappen von Manuel Kardinal Monteiro de Castro      | 03.07.2009–05.01.2012: Sekretär der Kongregation für die Bischöfe 21.10.2009–05.01.2012: Sekretär des Kardinalskollegiums 05.01.2012–21.08.2013: Großpönitentiar 18.02.2012: Kardinal |
| José Tolentino Calaça de Mendonça       | Präfekt des Dikasteriums für die Kultur und die Bildung Kardinaldiakon von Santi Domenico e Sisto | 26.09.2022    | 28.07.2018    | Cardeal De Mendonça                | Coat of arms of José Tolentino Mendonça (cardinal) | 26.06.2018–05.10.2019: Titularerzbischof von Suava 26.09.2022 – 26.09.2022: Archivar des Vatikanischen Apostolischen Archivs, Bibliothekar der Vatikanischen Apostolischen Bibliothek 05.10.2019: Kardinal |
| Carlos Alberto de Pinho Moreira Azevedo | Delegat des Päpstlichen Rates für die Kultur Titularbischof von Belali                            | 11.11.2011    | 02.04.2005    |                                    |                                                    | 04.02.2005–11.11.2011: Weihbischof in Lissabon |

## Apostolische Nuntien
| Name                     | Amt und Titel | Amtsübernahme | Bischofsweihe | Foto                                       | Bischofswappen                           | Bemerkungen |
| ------------------------ | --- | ------------- | ------------- | ------------------------------------------ | ---------------------------------------- | --- |
| José Avelino Bettencourt | Apostolischer Nuntius in Kamerun, Apostolischer Nuntius in Äquatorialguinea Titularerzbischof pro hac vice von Aemona | 30.08.2023    | 19.03.2019    | The Most Reverend José Avelino Bettencourt | Coat of arms of José Avelino Bettencourt | 14.11.2012–26.02.2018: Protokollchef des Staatssekretariats des Heiligen Stuhls 26.02.2018: Titularerzbischof pro hac vice von Aemona 01.03.2018 – 30.08.2023: Apostolischer Nuntius in Georgien, Apostolischer Nuntius in Armenien |

## Bischöfe in Diözesen außerhalb Portugals
| Name                              | Amt und Titel                     | Kirchenprovinz       | Land                  | Amtsübernahme | Bischofsweihe | Bemerkungen |
| --------------------------------- | --------------------------------- | -------------------- | --------------------- | ------------- | ------------- | --- |
| José de Queirós Alves             | Erzbischof emeritus von Huambo    | Huambo               | Angola                | emeritiert    | 23.11.1986    | 12.09.1986–03.05.2004: Bischof von Menongue 27.06.2004–03.08.2005: Apostolischer Administrator von 03.05.2004–01.10.2018: Erzbischof von Huambo |
| José Francisco Moreira dos Santos | Bischof emeritus von Uije         | Malanje              | Angola                | emeritiert    | 30.04.1967    | 14.03.1967–02.02.2008: Bischof von Carmona e São Salvador / Ulje                                                                                |
| José Alfredo Caires de Nobrega    | Bischof von Mananjary             | Fianarantsoa         | Madagaskar            | 30.10.2000    | 18.03.2001    | 16.01.2014–03.03.2018: Apostolischer Administrator von Farafangana                                                                              |
| Joaquim Ferreira Lopes            | Bischof von Viana                 | Luanda               | Angola                |               | 03.02.2002    | 09.11.2001–06.06.2007: Bishop of Dundo 06.06.2007–06.10.2008: Apostolischer Administrator von Dundo                                             |
| Manuel António Mendes dos Santos  | Bischof von São Tomé und Príncipe | immediat             | São Tomé und Príncipe | 01.12.2006    | 17.02.2007    | |
| Diamantino Guapo Antunes          | Bischof von Tete                  | Beira                | Mosambik              | 22.03.2019    | 12.05.2019    | |
| Valentim Fagundes de Meneses      | Bischof von Balsas                | São Luís do Maranhão | Brasilien             | 29.07.2020    | 26.09.2020    | |